# دایموند یوکای
دایموند یوکای (انگلیسی: Diamond Yukai; ۱۲ مارس ۱۹۶۲ – ) خواننده، بازیگر اهل ژاپن بود.
از فیلم‌ها یا برنامه‌های تلویزیونی که وی در آن نقش داشته‌است می‌توان به گمشده در ترجمه اشاره کرد.